# Беата Ранк
Беата Ранк (на немски: Beata Rank, родена като Беата Минцер или Мунцер) е австрийски психоаналитик.

## Биография
Родена е на 16 февруари 1886 година в Нойсандец, Австро-Унгария, в еврейско семейство от средната класа. Тя избира за себе си името Тола и така се обръщат към нея приятелите и семейството ѝ. Беата се увлича по психологията и изкуствата, увлечение, което е окуражавано от леля ѝ, която я запознава и с бъдещия и съпруг Ото Ранк. Двамата се оженват на 7 ноември 1918 и малко след това се местят във Виена, където на 23 август 1919 им се ражда дете, което те наричат Хелене.
Докато е във Виена, по идея на Фройд и Ото, тя посещава курсове и семинари по психоанализа. Увлича се по сънищата и превежда работата на Фройд „Върху сънищата“ на полски език. През 1923 г. представя есе на тема „Ролята на жената в развитието на човешкото общество“, което и дава възможност да влезе във Виенското психоаналитично общество. В Швейцария преминава анализа с Мира Гинзбург. През 1924 г. тя и Едуард Хичман организират Международния психоаналитичен конгрес в Залцбург.
През 1926 г. отношенията между Ото Ранк и Фройд се развалят и двамата с Беата напускат Виена и заминават за Париж. През 1934 двамата неофициално се разделят след като Ото Ранк заминава за САЩ, а Беата и Хелене остават в Париж. След идването на власт на нацистите, тя също напуска града. Беата заедно с Хелене влиза в САЩ безпроблемно, тъй като юридически още е омъжена за Ото Ранк. Тя отива в Бостън, където влиза в местното психоаналитично общество не без помощта на приятелите си от Виена – Хелене и Феликс Дойч.
Умира на 11 април 1886 година в Бостън на 81-годишна възраст.